# 유니콘하우스
유니콘하우스는 2021년에 유튜브에서 방송된 스타트업 서바이벌 프로그램이다.

## 개요
'투자금'을 건 스타트업들의 전쟁, 스타트업 서바이벌 오디션 《유니콘하우스》
공식 홈페이지는 http://unicornhouse.co.kr 보관됨 2022-10-01 - 웨이백 머신
2021년 유튜브 eo 채널에서 방송된 창업 기업 오디션 프로그램이다. 우승팀에게는 상금 5000만원, 2위 팀에게는 1500만원, 3위 팀에게는 500만원이 주어진다. 약 400팀이 지원했다.

## 순위
| 순위 | 팀         |
| ---- | ---------- |
| 1위  | 에이블랩스 |
| 2위  | 이너시아   |
| 3위  | 아루       |
| 4위  | 온더룩     |
| 5위  | 한달어스   |